# Ljubiša Samardžić
Ljubiša Samardžić (v cirilici Љубиша Самарџић), srbski igralec in režiser, * 19. november 1936, Skopje, Kraljevina Jugoslavija, † 8. september 2017.
Samardžić se je rodil srbskemu rudarju na delu v Makedoniji, njegov igralski talent pa so odkrili že zgodaj. Že v mladosti se je izkazal kot dober igralec in si tako prislužil štipendijo ter možnost študija pri priznanem režiserju Bojanu Stupici. V šestdesetih letih 20. stoletja se je uveljavil kot eden najbolj prepoznavnih filmskih igralcev v bivši Jugoslaviji. 
Samardžić je avgusta 1995 prejel nagrado Pavla Vujisića za življenjsko delo za njegov prispevek k jugoslovanskemu filmu. 